# Институт немецкого языка
Институт немецкого языка (нем. Institut für Deutsche Sprache, IDS) — организация, работающая над вопросами языковых исследований. Располагается в Маннгейме, основана в 1964 году. Принадлежит к Научному сообществу им. Лейбница. Целью организации является изучение современного состояния немецкого языка и документация всех важный сведений о его развитии.
В Институте существует три отделения, каждое из которых занимается своими проектами. Отделение грамматики (Abteilung Grammatik) в настоящий момент занимается развитием проекта Grammis (грамматический онлайн-сервис); отделение лексики (Abteilung Lexik) исследует современный лексический строй немецкого языка, словоупотребление и семантику; отделение прагматики (Abteilung Pragmatik) исследует разговорный немецкий язык. Институт также располагает библиотекой, в фондах которой около 80 000 томов изданий и около 200 видов периодических журналов. Одно из отделений Института — аудиоархив (Archiv für gesprochenes Deutsch), насчитывающий 540 видео- и 15 000 аудиозаписей общей продолжительностью 5 000 часов.
Каждый год в марте Институт немецкого языка проводит заседания. Финансирование производится из бюджетов Научного сообщества и земли Баден-Вюртемберг. Содействие оказывают Немецкое научно-исследовательское сообщество, ЕС, фонд Фольксвагена, город Маннгейм и союз «Freunde des Instituts für Deutsche Sprache e.V.». По состоянию на 2007 год в институте насчитывалось 118 постоянных работников, около 60 учёных работают как гости. Директор Института — профессор Людвиг Айхингер. В 2009 Институт был награждён премией Конрада Дудена.